# Zé Ricardo & Thiago
Zé Ricardo & Thiago é uma dupla sertaneja brasileira formada pelos amigos José Ricardo Alves Martins, o Zé Ricardo  (Goiânia, 10 de abril de 1987) e Rogério Luis Barbosa Andraschk, o Thiago (Goiânia, 14 de julho de 1989), ambos de Goiânia. Eles ficaram conhecidos no Brasil inteiro com a música "Sinal Disfarçado", que trouxe a participação de Israel Novaes.

## Biografia
Conheceram-se na infância em uma escola de músicos, em Goiânia (GO). Rogério foi convidado por Zé Ricardo a tocar na banda de uma dupla sertaneja que este integrava. Em 2009, após o fracasso da primeira formação de Zé Ricardo com Thiago Mendonça, o atual teve que se desligar da dupla, assim Rogério passando a adotar o nome artístico de Thiago e assim logo conheceram e foram apadrinhados pelo cantor Cristiano Araújo e formaram a dupla. Em 2011, lançaram seu primeiro CD, "Rumo ao horizonte", de forma independente. No ano seguinte, lançaram um DVD gravado ao vivo no Sol Music Hall, que trouxe como principal música de trabalho a faixa "Sinal disfarçado", de Raynner Souza e Bigair dy Jaime, e que teve participação especial de Israel Novaes.
Entre as músicas sertanejas do ano, essa foi uma das dez mais executadas em rádios de todo o Brasil, e seu clipe oficial acumulou mais de 15 milhões de acessos no site YouTube. O álbum teve ainda participações especiais de Bruninho & Davi em "O que que eu fiz ontem à noite", Cristiano Araújo em "Tá mais pra capetinha", Israel & Rodolffo em "Coração inimigo", George Henrique & Rodrigo em "Beijo", e Rosas do Vento em "Da nada não". Em 2013, com uma média de 25 shows por mês, e com sucesso em países como Inglaterra e Suíça, realizaram turnê pelos EUA.